# Асцентини, Франческо
Франческо Асцентини — венецианский ювелир и мемуарист начала XVII века.

## Биография
Приехав в Москву из Италии в июне 1601 года, встретил своего земляка и друга, Марка Чилони. Чилони приехал в Россию по приглашению царя Феодора Ивановича для тканья парчи, штофов и бархатов, и к тому моменту имел фабрику близ новой колокольни Ивана Великого. Чилони представил Асцентини царю Борису Годунову через окольничего Дмитрия Афанасьева, знакомство произошло во время осмотра царём фабрики Чилони.

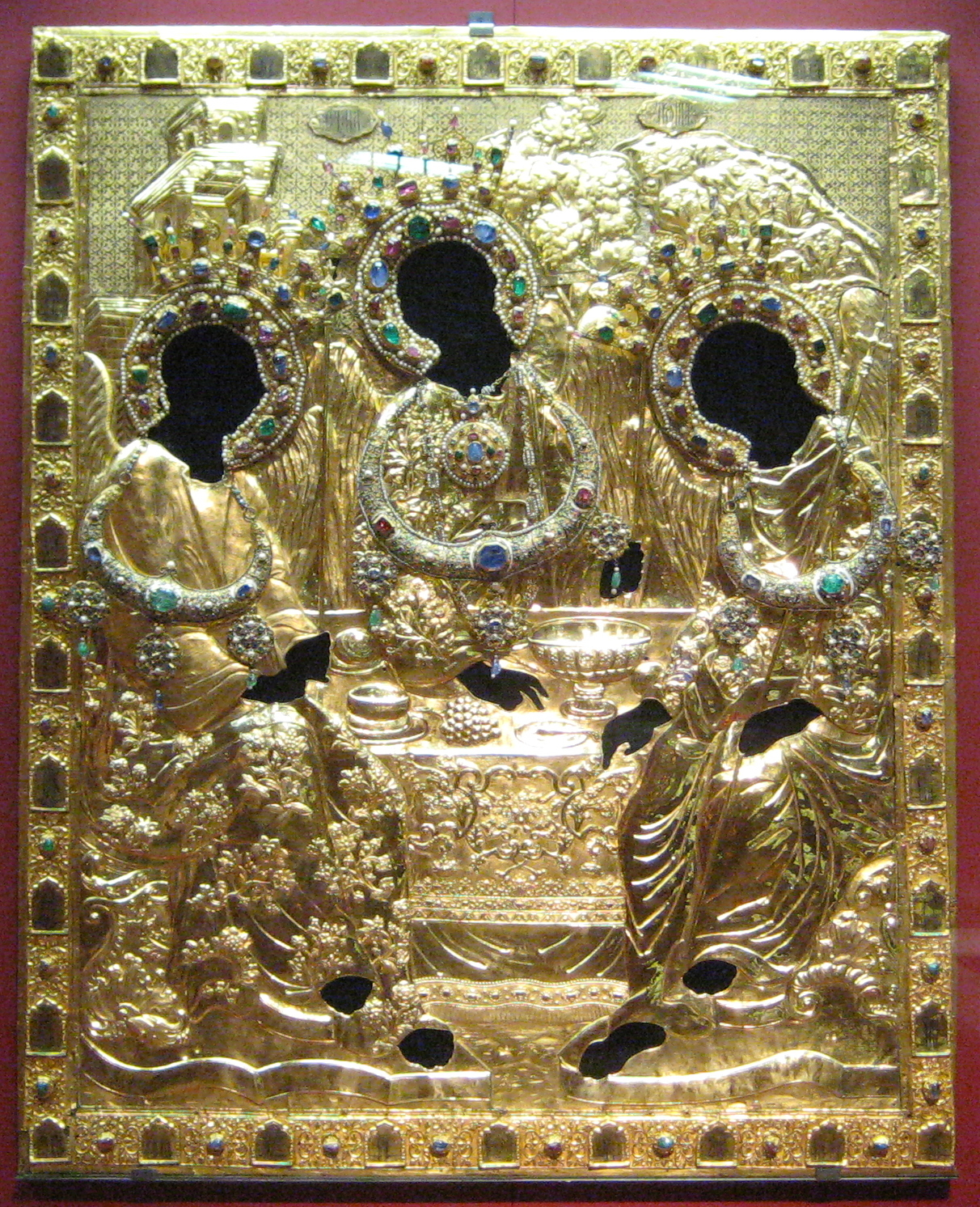
Оклад иконы «СВЯТАЯ ТРОИЦА» Андрея Рублёва (ювелир - Ф. Асцентини)

Асцентини огранил большой изумруд для перстня Годунова и вырезал распятие на агате, чем заслужил расположение царя. Ювелиру были дарованы соболья шуба, горлатная шапка, муфта и 100 червонцев, а потом он дважды обедал у царя за «большим» столом и не раз — за «кривым». Но, услышав об ужасной болезни cholera morbus, происшедшей от голода, и о появлении Лжедмитрия, Асцентини выехал из Москвы 13 мая 1604 года, с путевою грамотой, скреплённой дьяком Ильёй Муромцовым.
Встретив же в Чернигове Самозванца, Франческо Асцентини вынужденно целовал у него руку и взял новый охранный лист для путешествия из Киева в Астрахань, хотя оставил у себя, на всякий случай, и вид Бориса Годунова для местностей, не передавшихся еще Лжедмитрию. После разных неудобств в пути от худых дорог и испытанных обид, например, со стороны калужского воеводы князя Афанасия Кудашева, Асцентини останавливался в Астрахани у флорентийского уроженца Антонио Ферата, а затем, через Турцию, вернулся в родную Венецию.
Оказавшись в родном городе, Франческо Асцентини в 1617 году, опубликовал свои мемуары, переведённые впоследствии на французский язык аббатом Бурьером. Историк Николай Михайлович Карамзин сообщал, что не мог её нигде достать и пользовался только выписками, сообщёнными ему историком русского флота Николаем Александровичем Бестужевым.